# Trematoda
Classe
Ordres de rang inférieur
- Azygiida
- Echinostomida
- Opisthorchiida
- Plagiorchiida
- Strigeata
- Strigeatida

Les trématodes (Trematoda) sont une classe au sein du phylum des plathelminthes.
Tous les trématodes sont des vers parasites. Les classifications précédentes les scindaient en deux ordres (ou deux sous-classes), les Monogenea et les Digenea, selon que leur cycle de vie impliquait un ou deux hôtes intermédiaires (Monoxène ou hétéroxene). Cependant la taxonomie des plathelminthes est en train de subir une importante révision. Les sources modernes classent les Monogenea en tant que classe séparée au sein du phylum.
Il existe deux groupes importants en pathologie humaine :
- Les douves hermaphrodites (ex : douve de Chine et douves du foie )
- Les schistosomes (ou bilharzies) dont les sexes sont séparés.

## Cycle biologique
Après la reproduction sexuée dans l’hôte final, les trématodes produisent des œufs qui sont relargués dans le milieu extérieur par l'intermédiaire des fèces. Ils éclosent lorsque les conditions environnementales le permettent, dans un milieu humide généralement près d’un point d’eau. Ces œufs donnent naissance à des larves miracidium qui possèdent un revêtement ciliée leur permettant de se déplacer dans l’eau. Ces larves pénètrent dans un hôte intermédiaire comme les mollusques (souvent des gastéropodes d'eau douce) et entament la reproduction asexuée. Elles y forment plusieurs sporocystes qui donneront n rédies qui donneront elles-mêmes n cercaires flagellées. Ce mécanisme est la polyembryonie et se rencontre chez les végétaux, les insectes et exceptionnellement chez les vertébrés (Dasypus novemcinctus, le tatou à neuf bandes).
Une fois libérées dans le milieu extérieur, les cercaires flagellées pénètrent dans l'hôte définitif (l'humain dans le cas de certains schistosomes) ou s'enkystent en se fixant sur un végétal sous la forme métacercaire (du grec métâ qui signifie changement et kerkos qui signifie queue) avant d'être ingérées par l'hôte définitif (un mouton dans le cas de la grande douve du foie par exemple). 

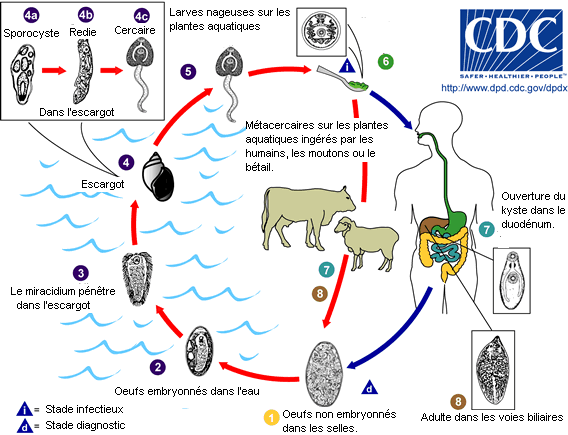
Exemple de cycle de vie d'un trématode, ici la grande douve du foie Fasciola hepatica

## Liste des sous-classes
Selon World Register of Marine Species (17 juin 2017) :
- sous-classe Aspidogastrea Faust & Tang, 1936 
  - ordre Aspidogastrida
  - ordre Stichocotylida
- sous-classe Digenea Carus, 1863
  - ordre Diplostomida
  - ordre Plagiorchiida

Selon ITIS (27 févr. 2011) :
- sous-classe Digenea Carus, 1863
- sous-classe Monogenea Carus, 1863

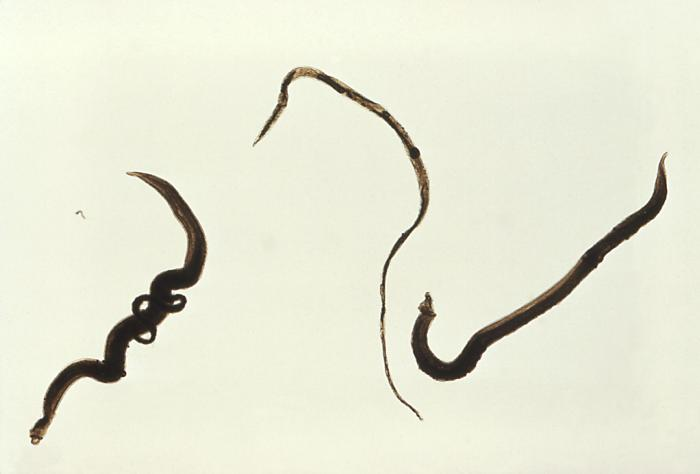
Schistosoma mansoni, mâle et femelle à gauche, femelle seule au milieu, mâle à droite.
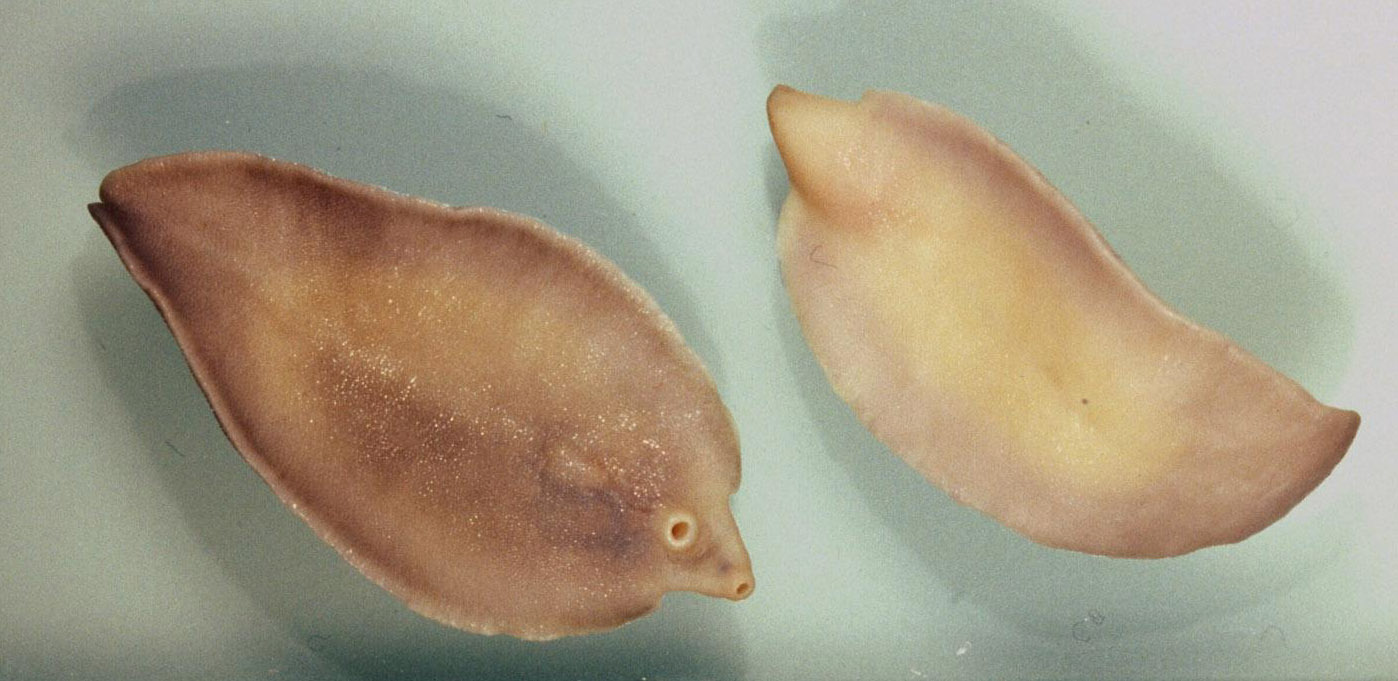
Fasciola hepatica, grande douve du foie (forme adulte).
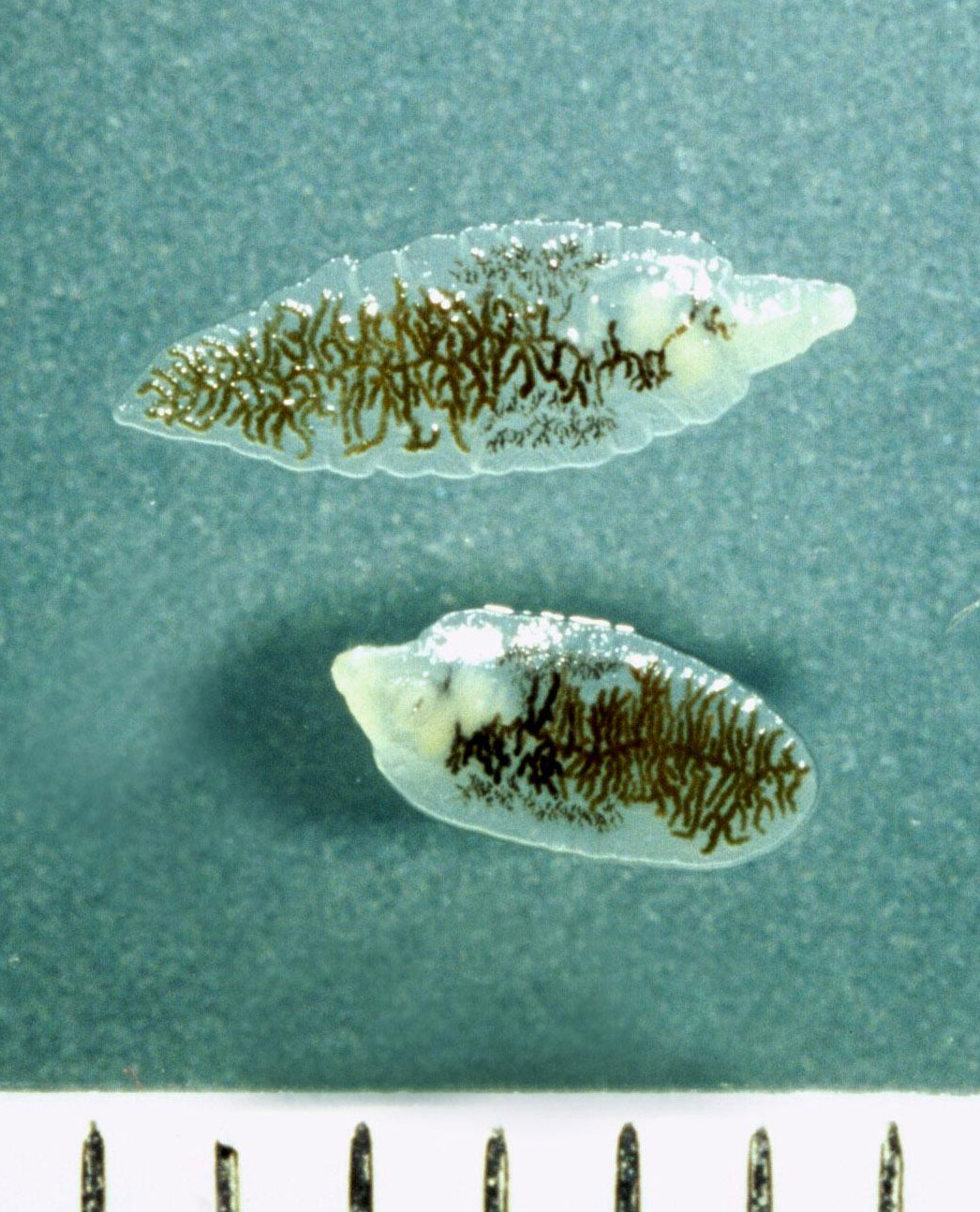
Dicrocoelium dendriticum, petite douve du foie (forme adulte).